# Sangiaccato di Cirmen
Il sangiaccato di Cirmen o sangiaccato di Tchirmen (in turco ottomano: Çirmen Sancağı/Liva-i Çirmen ) era una provincia ottomana di secondo livello (sanjak o liva) che comprendeva la regione di Çirmen, Ormenio in Tracia. Gli successe nel 1829 il sangiaccato di Edirne.

## Storia
La città di Cirmen (in greco Ὀρμένιον?-Ormenion) fu conquistata dall'Impero bizantino dai turchi ottomani nel 1371. Con alcune interruzioni, fu da allora in poi il centro di una provincia distinta (sangiaccato/sanjak), inizialmente dell'eyalet Rumelia, e in seguito, all'inizio del XVII secolo dell'eyalet di Özü. La provincia si estendeva su gran parte dei monti Rodopi, il medio corso del Maritsa e l'alto corso del Tundzha, a volte includendo la città di Edirne (Adrianopoli) l'ex capitale imperiale (fino al 1453) e altre volte fu amministrata come dominio indipendente della corona. Dopo lo scioglimento dell'eyalet di Özü nel 1812, Çirmen appartenne all'eyalet di Edirne e nel 1829 la sua capitale fu trasferita a Edirne.